# Lorenzo Veglia

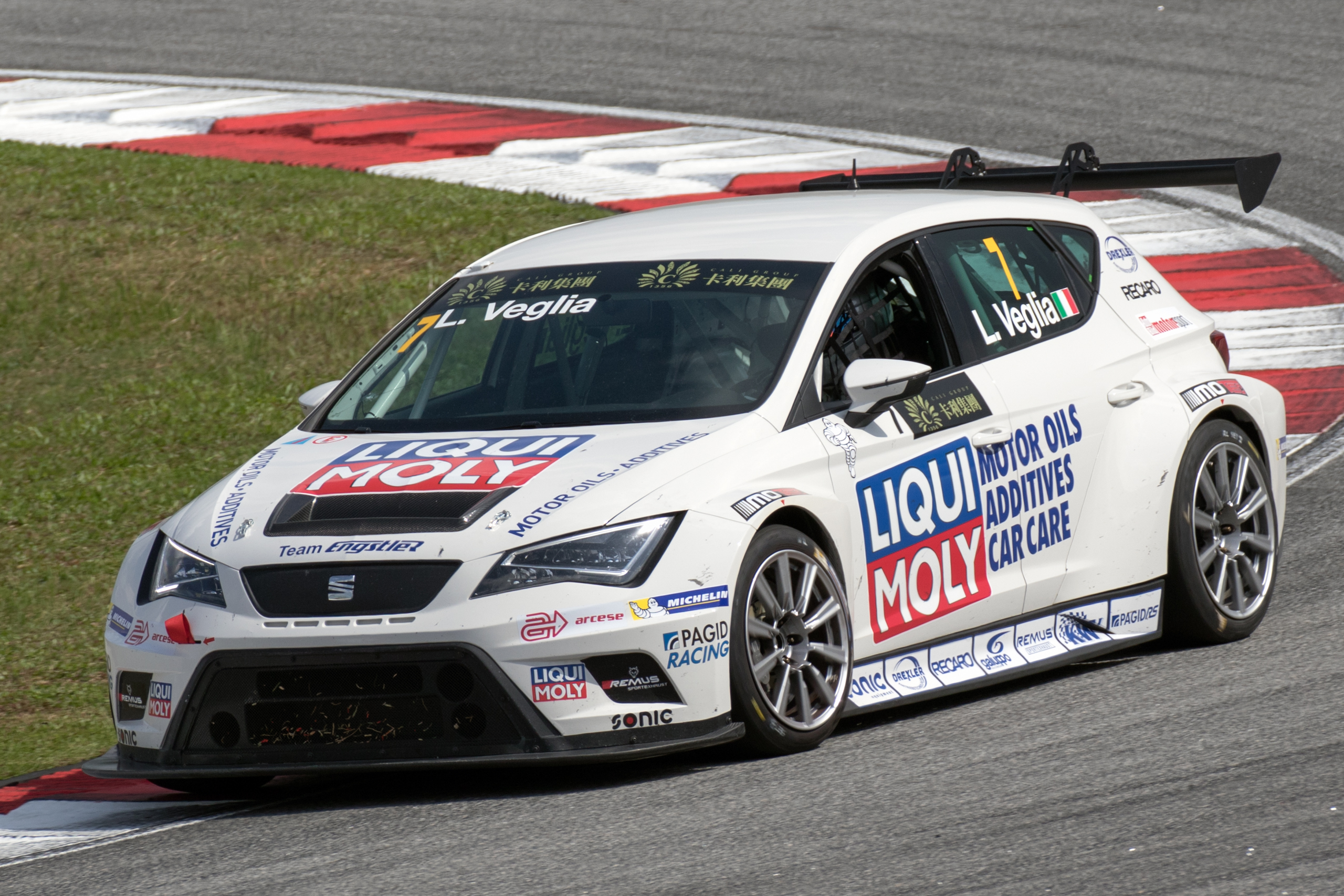
Lorenzo Veglia in de TCR International Series op het Sepang International Circuit in 2015.

Lorenzo Veglia  (Rivoli, 7 oktober 1996) is een Italiaans autocoureur.

## Carrière
Veglia begon zijn autosportcarrière in 2013 in de Super 1600-klasse van de European Touring Car Cup voor het Ravenol Team in een Ford Fiesta 1.6 16V, waar hij reed onder het pseudoniem Romeo Luciano. Hij stond tweemaal op het podium op de Slovakiaring en nog eenmaal op de Salzburgring, waardoor hij vierde werd in het kampioenschap met 47 punten.
In 2014 stapte Veglia over naar de Seat Leon Eurocup voor Target Competition, waar hij voor het eerst zijn eigen naam gebruikte. Op de Salzburgring behaalde hij dat seizoen zijn enige podiumplaats, waardoor hij twaalfde werd in de eindstand met 13 punten.
In 2015 maakte Veglia zijn debuut in de TCR International Series voor het Liqui Moly Team Engstler in een Seat León Cup Racer. Hij behaalde één podiumplaats op het Autódromo Internacional do Algarve en werd, voordat hij tijdens het laatste raceweekend overstapte naar een Volkswagen Golf TCR, tiende in het kampioenschap met 85 punten.